# Damien Touya
Damien Touya (n. 23 aprilie 1975, La Rochelle, Poitou-Charentes, Franța) este un scrimer francez specializat pe sabie, laureat cu trei medalii, inclusiv una de aur, din trei participări la Jocurile Olimpice. A fost și triplu campion mondial și campion european. A fost câștigat clasamentul general al Cupei Mondiale de Scrimă în 1997.

## Carieră
Provine dintr-o familie legată de scrima: tatăl său, Francis, era vicepreședinte Federației Franceză de Scrimă. Fratele său mai mare, Gaël, și sora sa mai mică, Anne-Lisa, au fost și ei campioni la scrimă. S-a apucat de acest sport la vârsta de șase ani, din cadrul clubului Amicale Tarbaise d'Escrime, sub îndrumarea lui René Geuna.
În anul 1992 a devenit campion național al Franței la cadeți. În anul următor a cucerit medalia de bronz la Campionatul European pentru juniori din 1993 și s-a alăturat fratelui său la INSEP, instituția franceză pentru sportul de performanță. În 1994 a fost campionul Franței la juniori, trecând în finală de fratele său Gaël. În 1995 a devenit primul sabrer francez campion mondial la juniori, după ce a dispus în finala de polonezul Tomasz Piguła. Datorită acestui rezultat a fost selecționat în echipa națională de seniori pregătită de Christian Bauer.
În 1996 a cucerit prima sa medalie la o competiție de anvergură, aurul la Campionatul European din 1996. În același an a participat la Jocurile Olimpice de la Atlanta. La proba individual a ajuns în semifinală, unde a pierdut la limită cu rusul Serghei Șarikov. A trecut de ungurul József Navarrete în „finala mică”, cucerind medalia de bronz. La proba pe echipe Franța a fost învinsă de Spania în turul întâi și s-a clasat pe locul 5.
În sezonul următor el a câștigat medalia de bronz la individual la Campion Mondial din 1997 de la Cape Town. La proba pe echipe, împreună cu fratele său Gaël, Matthieu Gourdain și Jean-Philippe Daurelle, a obținut primul titlul mondial la sabie din istoria scrimei franceze, după ce Franța s-a impus în fața Rusiei. A câștigat și clasamentul general al Cupei Mondiale de Scrimă, cu patru puncte avans față de campionul olimpic en titre, Stanislav Pozdniakov. Doi ani mai târziu, la Campionatul Mondial din 1999 a eliminat succesiv Serghei Șarikov, Domonkos Ferjancsik, Luigi Tarantino și Stanislav Pozdniakov, care nu îl mai învinsese din doi ani, pentru a deveni campion mondial. La proba pe echipe și-a adjudecat a două medalie de aur, Franța învingând Polonia în finală.
Considerat un favorit la Jocurile Olimpice de vară din 2000, a fost eliminat în sferturile de finală de românul Mihai Covaliu, care a câștigat medalia de aur în cele din urmă. La proba pe echipe, Franța a întâlnit Rusia în finală, dar a fost condusă repede. În ultimul releu în fața lui Pozdniakov, cu scorul la 32-44 pentru Rusia, Damien Touya s-a rănit la picior și meciul s-a întrerupt timp de zece minute. Când s-a reluat, Pozdniakov a dat ultima tușa în trei secunde și Franța s-a mulțumit cu argintul.
La ediția din 2004 a Jocurilor Olimpice, la Atena, a fost eliminat la limită, în turul întâi, de polonezul Rafał Sznajder: nu va fi niciodată campion olimpic. La proba pe echipe, Franța a trecut de China, apoi a întâlnit Statele Unite. Damien Touya a fost ales pentru a închide meciul în fața lui Keeth Smart. La scorul de 44-44, acesta și-a rupt lama sabiei, care a perforat mâna lui Touya. După o pauză medicală, Touya s-a întors pe planșă cu un bandaj pe mâna, și a câștigat meciul. În finală Franța s-a confruntat cu Italia. Damien Touya a s-a prezentat la ultimul releu la scorul de 39–45 pentru Italia. El l-a învins pe Luigi Tarantino, aducându-i Franței primul său titlul olimpic la sabie din istorie.
El și fratele său s-au retras din activitate competițională în 2005. El a devenit profesor de sport la CREPS (centrul olimpic de pregătire) din Toulouse, apoi a optat pentru postul de consilier tehnic regional al Federației Franceze de Scrimă în regiunea Midi-Pirinei. Este și antrenor la secția de scrimă a clubului Stade Toulousain.

## Legături externe
- en Damien Touya la Olympedia.org